# 東西オールスター漫才
『東西オールスター漫才』（とうざいオールスターまんざい）は、1980年10月10日から同年12月26日まで東京12チャンネル（現・テレビ東京）で放送されていた演芸番組である。その後も1981年1月9日から同年3月20日まで『日本列島大爆笑』（にほんれっとうだいばくしょう）と題して放送されていた。

## 概要
東西の人気漫才師たちが各々得意のネタを披露していた番組。「新人リクエスト合戦」のコーナーでは、次代を狙う新人お笑いタレントたちによる芸を紹介していた。

## 放送時間
いずれも日本標準時。
- 金曜 20:00 - 20:54 （1980年10月10日 - 1981年1月30日）
- 金曜 19:30 - 20:54 （1981年2月6日 - 1981年3月20日） - 金曜19:30枠で放送されていた『伝説巨神イデオン』の打ち切りに伴い、放送枠が30分拡大。

## 出演者

### 司会
- 団しん也
- 岩城徳栄

### 主な出演漫才師
- ザ・ぼんち
- 夢路いとし・喜味こいし
- おぼん・こぼん
- バラクーダ
- 春やすこ・けいこ
- チャンバラトリオ
- Wけんじ
- 横山やすし・西川きよし
- 島田紳助・松本竜介
- オール阪神・巨人
- レツゴー三匹
- ちゃっきり娘
- 酒井くにお・とおる
- 中田ダイマル・ラケット
- 今いくよ・くるよ
- 海原さおり・しおり
- 西川のりお・上方よしお
- コメディNo.1
- 正司敏江・玲児
- ほか